# Das Erste
Das Erste ist ein öffentlich-rechtliches, deutschlandweit ausgestrahltes Fernsehprogramm der ARD und verfügt traditionell über die privilegierte Position als Sender mit der voreingestellten Kanalnummer eins auf Fernsehgeräten in Deutschland.
Das Fernsehprogramm ist eine Gemeinschaftsproduktion der ARD-Landesrundfunkanstalten, die seit Mitte der 1960er Jahre als eigenständige Rundfunkanstalten zudem jeweils ihr eigenes Programm als Drittes ausstrahlen.
Der Sender startete nach zweijähriger Testphase offiziell am 25. Dezember 1952 als NWDR-Fernsehen und wurde zunächst unter der Federführung des damaligen NWDR betrieben. Ab dem 1. November 1954 wurde der Sender schließlich als Gemeinschaftsprogramm der Landesrundfunkanstalten unter dem Namen Deutsches Fernsehen betrieben. Die Bezeichnung „Das Erste“ fungierte zudem ab 1963 zunächst als informelle Abgrenzung zum damals gestarteten Zweiten Deutschen Fernsehen, dem Zweiten. 1984 wurde der Sender offiziell in Erstes Deutsches Fernsehen umbenannt. Seither wird der vollständige Sendername vor jeder Hauptausgabe der Tagesschau angesagt und erscheint nach jeder Tagesschau als Kennung. Erst seit dem 1. April 1996 lautet die offizielle Namenskurzform und Marke des Senders Das Erste; vorher wurde der Sender auch in Programmvorschauen als die ARD bezeichnet. Demzufolge spricht man heute von „im Ersten“ gezeigten Sendungen, und der Sender selbst wird umgangssprachlich auch „Erstes Programm“ oder nur noch metonymisch „ARD“ genannt.

## Organisation
Das Erste, vertreten durch die Programmdirektion Erstes Deutsches Fernsehen, ist ein gemeinschaftliches Programmangebot der in der Arbeitsgemeinschaft der öffentlich-rechtlichen Rundfunkanstalten der Bundesrepublik Deutschland (ARD) zusammengeschlossenen Sender mit Sitz beim Bayerischen Rundfunk in München. Programmdirektor war von 2008 bis Ende April 2021 Volker Herres. Rechtsgrundlage sind u. a. der ARD-Staatsvertrag und der ARD-Fernsehvertrag der Landesrundfunkanstalten, wo auch die Funktion des Programmdirektors der ARD festgeschrieben ist. Er wird für mindestens zwei Jahre mit Zweidrittelmehrheit der in der ARD zusammengeschlossenen Landesrundfunkanstalten gewählt. Die Aufgabe des Programmdirektors besteht darin, gemeinsam mit den Intendanten der Landesrundfunkanstalten das Programmangebot der ARD zu erarbeiten und die Programmzulieferung der einzelnen Landesrundfunkanstalten zu koordinieren.
- bis 1972: Nach Staatssekretär Mohr als Koordinator folgte Lothar Hartmann als erster Programmdirektor
- 1973–1978: Hans Abich
- 1978–1992: Dietrich Schwarzkopf
- 1992–2008: Günter Struve
- 2008–2021: Volker Herres
- seit 1. Mai 2021: Christine Strobl

Dem Programmdirektor ist der ARD-Programmbeirat als beratende Instanz zur Seite gestellt. Paul Siebertz ist seit April 2013 Vorsitzender des Programmbeirats.
Die Programmdirektion der ARD befindet sich im Hochhaus des Bayerischen Rundfunks in München.
Seit der Novellierung des Fernsehvertrages auf der ARD-Hauptversammlung am 10. Februar 1956 beobachtet der „Programmbeirat für das Erste Deutsche Fernsehen“ das Programm im Ersten. Der Programmbeirat trat zu seiner ersten Sitzung am 26. März 1956 zusammen. Er setzt sich aus je einem Vertreter aus den Rundfunkräten der Landesrundfunkanstalten zusammen und wählt aus seiner Mitte einen Vorsitzenden. Die Aufgaben des ARD-Programmbeirats wurden durch Änderung des Fernsehvertrages zuletzt im September 2006 modifiziert: „Beratung und Beobachtung durch den Programmbeirat umfassen Fragen der Programmgestaltung und -struktur insbesondere im Hinblick auf die Beachtung der ‚Grundsätze für die Zusammenarbeit im ARD-Gemeinschaftsprogramm Erstes Deutsches Fernsehen und anderen Gemeinschaftsprogrammen [Anmerkung: ARTE, PHOENIX, 3sat, KiKa] und -angeboten‘ einschließlich der jugendschutzkonformen Gestaltung des Programms.“
Das Programm wird entsprechend der jeweiligen Größe von den einzelnen Landesrundfunkanstalten bestritten. 1953 beteiligten sich fünf Landesrundfunkanstalten am Gemeinschaftsprogramm; das Schwergewicht lag beim NWDR, woraus 1956 NDR und WDR hervorgingen (siehe auch NWRV). 1954 kam der SFB hinzu, 1961 Radio Bremen, 1963 der SR und 1992 MDR und ORB, so dass es maximal 11 Zulieferer gab. 1998 schlossen sich SWF und SDR zum SWR zusammen, 2003 SFB und ORB zum RBB.
Pflichtanteile der Rundfunkanstalten gemäß ARD-Fernsehvertrag in ausgewählten Jahren (Angaben in Prozent; nicht mehr bestehende Rundfunkanstalten kursiv):
| Landesrundfunkanstalt                   | 1953 | 1964 | 1979 | 1992  | 2017  | Logo      |
| --------------------------------------- | ---- | ---- | ---- | ----- | ----- | --------- |
| Nordwestdeutscher Rundfunk (NWDR)       | 50   | –    | –    | –     | –     | NWDR-Logo |
| Westdeutscher Rundfunk (WDR)            | –    | 25   | 25   | 22,00 | 21,00 | WDR-Logo  |
| Norddeutscher Rundfunk (NDR)            | –    | 20   | 19   | 16,25 | 17,50 | NDR-Logo  |
| Bayerischer Rundfunk (BR)               | 20   | 17   | 17   | 14,50 | 16,25 | BR-Logo   |
| Südwestrundfunk (SWR)                   | –    | –    | –    | –     | 18,10 | SWR-Logo  |
| Südwestfunk (SWF)                       | 10   | 8    | 9    | 9,25  | –     | SWF-Logo  |
| Süddeutscher Rundfunk (SDR)             | 10   | 8    | 8    | 7,50  | –     | SDR-Logo  |
| Mitteldeutscher Rundfunk (MDR)          | –    | –    | –    | 11,50 | 10,60 | MDR-Logo  |
| Hessischer Rundfunk (hr)                | 10   | 8    | 8    | 7,00  | 7,45  | HR-Logo   |
| Rundfunk Berlin-Brandenburg (rbb)       | –    | –    | –    | –     | 7,10  | RBB-Logo  |
| Sender Freies Berlin (SFB)              | –    | 8    | 8    | 4,25  | –     | SFB-Logo  |
| Ostdeutscher Rundfunk Brandenburg (ORB) | –    | –    | –    | 2,75  | –     | ORB-Logo  |
| Saarländischer Rundfunk (SR)            | –    | 3    | 3    | 2,50  | 1,25  | SR-Logo   |
| Radio Bremen                            | –    | 3    | 3    | 2,50  | 0,75  | RB-Logo   |

## Geschichte

### Anfänge

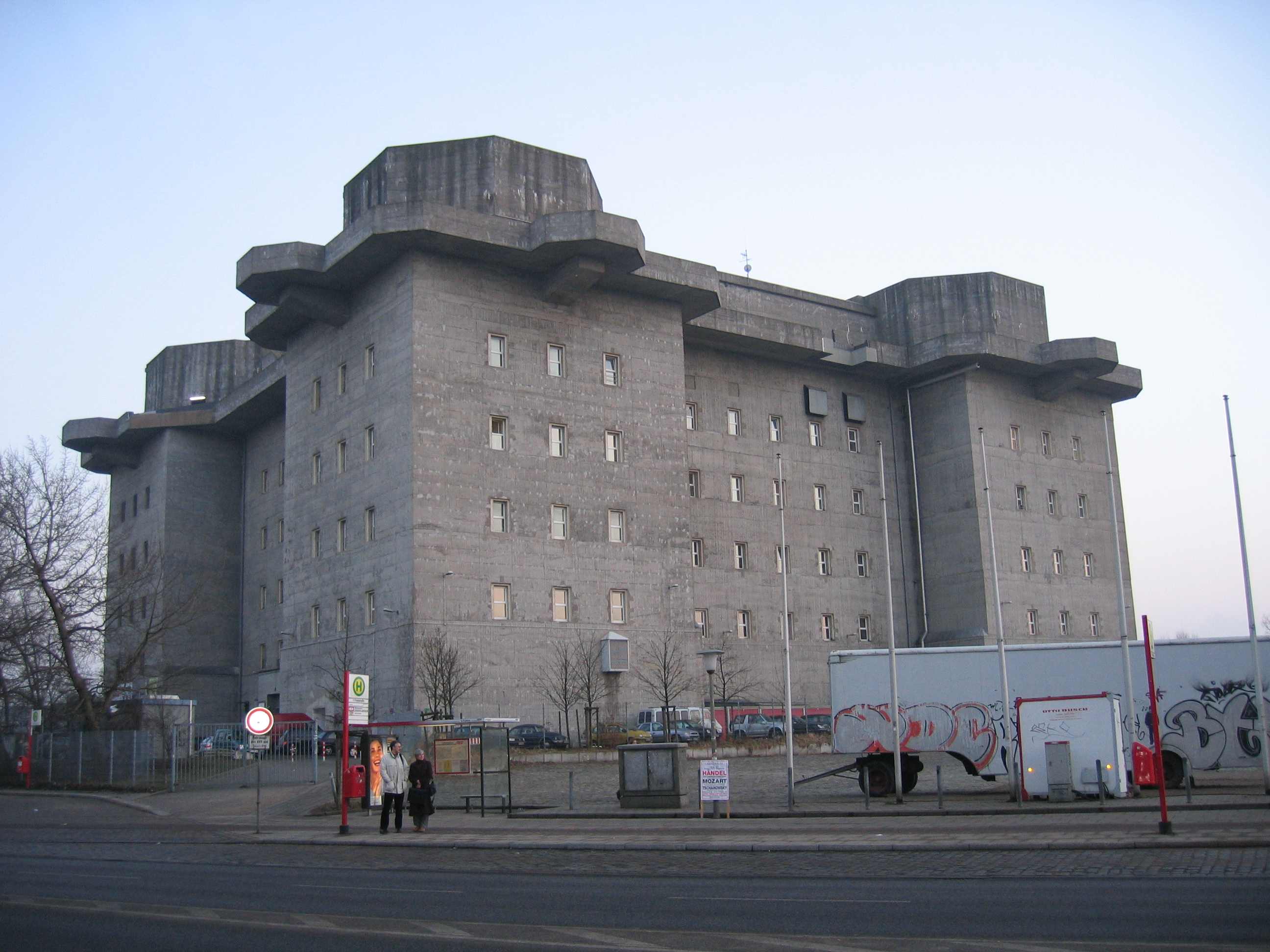
Der noch bestehende Hochbunker (G-Turm) auf dem Hamburger Heiligengeistfeld. Die ersten Versuchssendungen kamen aus dem 1973/74 abgerissenen Leitturm (L-Turm) an der heutigen Budapester Straße

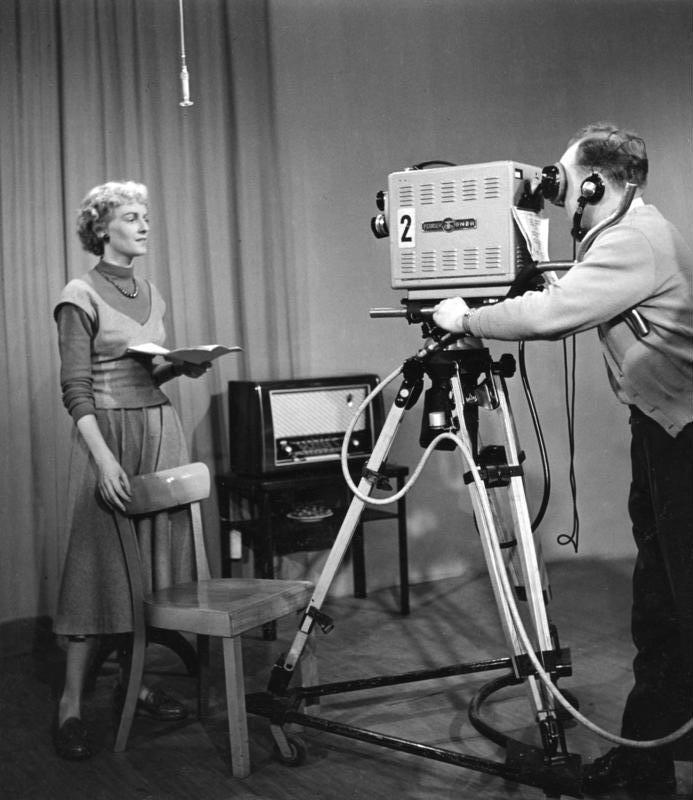
Ansagerin Gabriela Hellweg, 1953

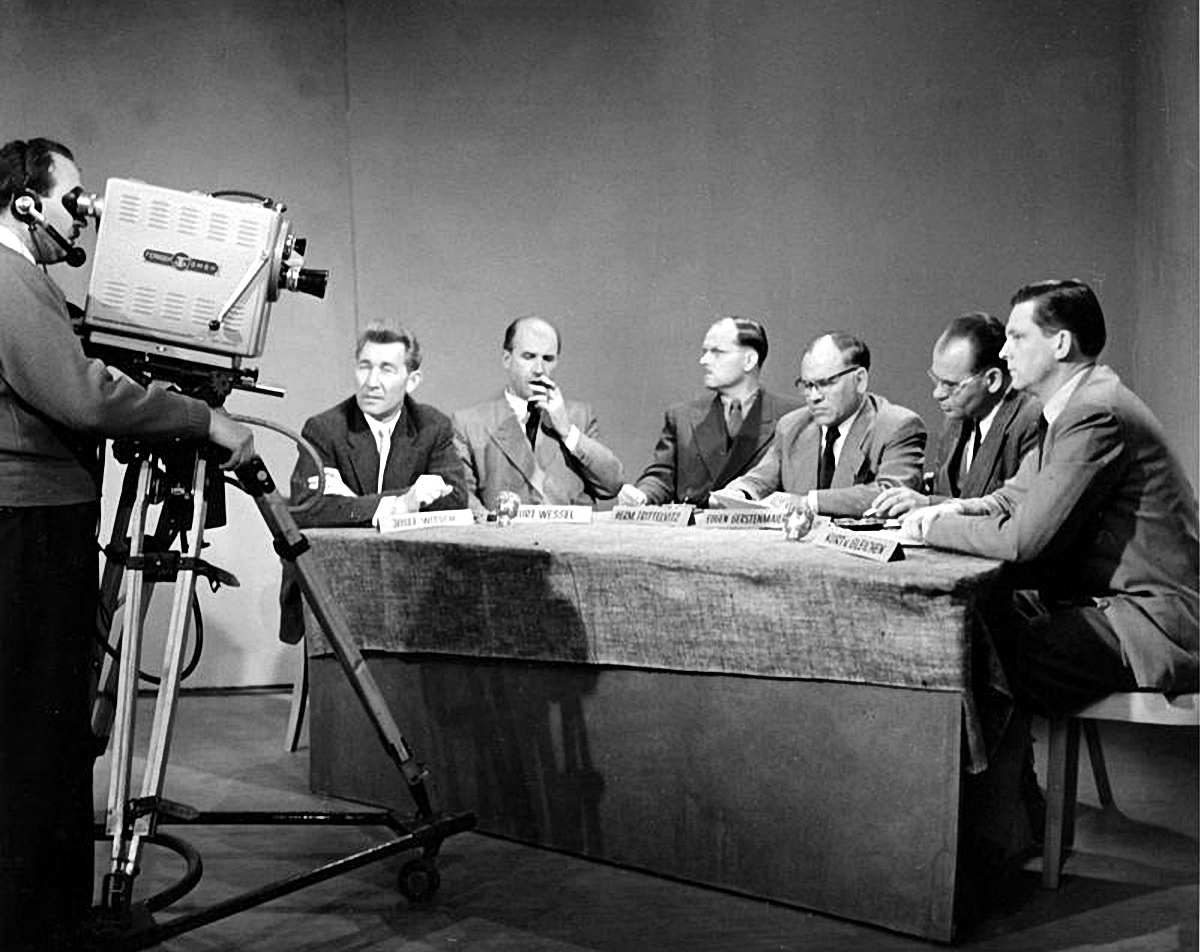
Journalistengespräch zur Saarfrage, 1953

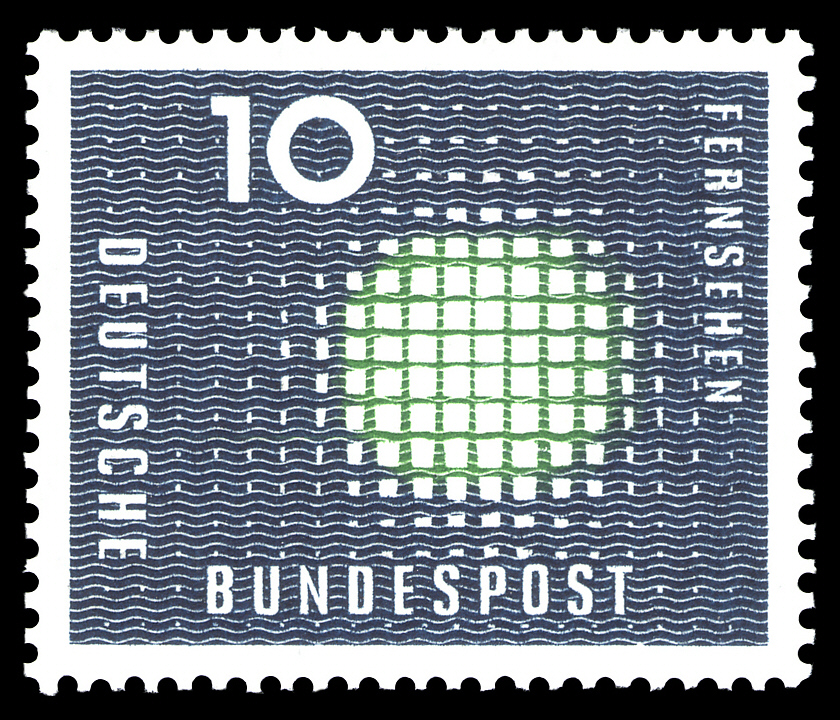
Sonderbriefmarke aus dem Jahr 1957

Das Fernsehen in Deutschland wurde kriegsbedingt im Herbst 1944 eingestellt (siehe auch: Geschichte des Fernsehens in Deutschland). Über fünf Jahre nach dem Kriegsende in Europa begann der Nordwestdeutsche Rundfunk (NWDR) in Hamburg mit ersten Versuchssendungen. Als erstes Fernsehbild in Deutschland nach dem Zweiten Weltkrieg wurde vom „NWDR-Fernsehen“ am 12. Juli 1950 ein Testbild gesendet. Am 5. August 1950 fand die konstituierende Sitzung der ARD statt. Mitglieder waren die sechs Landesrundfunkanstalten NWDR, Radio Bremen, Hessischer Rundfunk (hr), Südwestfunk (SWF), Süddeutscher Rundfunk (SDR) und der Bayerische Rundfunk (BR).
Am 27. November 1950 startete das Versuchsprogramm, das an drei Tagen pro Woche ausgestrahlt wurde. Erste Vorträge, Nachrichtensendungen und Sportübertragungen wurden gesendet. Am 4. Januar 1952 startete der Fernseh-Filmbericht, der aus Beiträgen der Neuen Deutschen Wochenschau erstellt wurde. Nach abweichenden Angaben erfolgte im August oder November 1952 die Umbenennung in Tagesschau. Am 26. Oktober 1952 war in Hamburg-Lokstedt die Grundsteinlegung für das neue Fernsehhaus. Dabei wurde eine mit Urkunden gefüllte Kassette mit dem Logo des NWDR-Fernsehens eingemauert.

### Regelbetrieb
Am 25. Dezember 1952 ging das NWDR-Fernsehen offiziell in den Regelbetrieb über. Bis dahin wurden 5000 Fernsehgeräte verkauft. Von nun an wurde täglich von 20 Uhr bis 22 Uhr gesendet. Der Empfang des Programms war zuerst auf Nordwestdeutschland und Berlin beschränkt. Zusammengestellt wurde das Programm vom damaligen Nordwestdeutschen Rundfunk. Gesendet wurde aus den beiden Bunkern auf dem Heiligengeistfeld in Hamburg. Der offizielle Sendebeginn war am 25. Dezember um 20:00 Uhr mit getrennten Programmen für den Norden, den Westen und für Berlin. Das Hamburger Programm wurde mit einer Ansprache durch den Intendanten des Nordwestdeutschen Rundfunks Werner Pleister eröffnet. Zu seiner Rede gehörten die Sätze „Das Fernsehen schlägt Brücken von Mensch zu Mensch. Von Völkern zu Völkern. So ist es wohl das richtige Geschenk gerade zu Weihnachten. Denn es erfüllt seine Möglichkeiten erst ganz, wenn es die Menschen zueinander führt und damit beiträgt zur ewigen Hoffnung der Menschheit: Friede auf Erden. In dieser Hoffnung beginnen auch wir nun unser Programm.“ und „Wir beginnen. Wir, meine verehrten Zuschauer, das ist die Fernsehabteilung des Nordwestdeutschen Rundfunks mit all ihren Mitarbeiterinnen und Mitarbeitern.“ Danach folgten 118 Minuten Programm. Nach einer Ansage durch Irene Koss folgte das Fernsehspiel „Stille Nacht, heilige Nacht“ mit einer Entstehungsgeschichte des bekannten Liedes. Später wurde noch das Tanzspiel „Max und Moritz“ mit dem NWDR-Rundfunkorchester gesendet. Im Westprogramm liefen am 25. Dezember Reportagen, im Programm für Berlin Nachrichten und zwei Filme.
Am 26. Dezember 1952 startete die Tagesschau im Nordprogramm offiziell; am Nachmittag lief zuvor schon die erste offizielle Fußball-Live-Übertragung von der DFB-Pokal-Begegnung FC St. Pauli gegen Hamborn 07 und am Abend des 26. Dezembers wurde auch noch mit der Sendung Eine nette Bescherung die erste Fernsehshow ausgestrahlt. Auch im Programm für den Westen wurde am 26. Dezember ein Fußballspiel live übertragen: die Begegnung 1. FC Köln gegen FK Roter Stern Belgrad. Am 27. Dezember wurde in Norddeutschland das Berliner Programm mit der ersten Kabarettsendung der Stachelschweine übernommen; am nächsten Tag gab es erstmals ein gemeinsames Programm für alle drei Sendebereiche und die erste Wiederholung einer Sendung (die Fernsehshow vom 26. Dezember). Zu Silvester 1952 wurde auch erstmals die Neujahrsansprache ausgestrahlt, die zur festen Tradition des Programms gehört. Gehalten wurde sie vom Bundespräsidenten Theodor Heuss, der u. a. folgende Worte sprach: „[…] auch in den kompliziertesten Erfindungen sind die Deutschen wieder mit auf dem Wege und jetzt wird auch bei uns das schwer begreifliche Zauberwerk des Fernsehens in das Bewusstsein treten. […]“. Am 20. Februar 1953 startete die erste Fernsehkochsendung mit Clemens Wilmenrod. Die Sendung entwickelte sich zu einem der bekanntesten Formate. Um auch andere Teile der Bundesrepublik zu erreichen, wurden nach und nach neue Sender fürs Fernsehen aufgebaut. Bereits ab September 1952 war der Sender Langenberg des NWDR in Betrieb. 1953 ging der 10-kW-Fernsehsender auf dem Feldberg im Taunus auf Sendung, in seinem Versorgungsbereich lebten vier Millionen Menschen. Für den Südwesten Deutschlands wurde im selben Jahr bei Neustadt an der Weinstraße der Sender Weinbiet des Südwestfunks (SWF) in Betrieb genommen. Zu den ersten direkt übertragenen Großereignissen zählten die Krönung von Elisabeth II. am 2. Juni 1953 und die Fußball-WM 1954.
Am 23. Oktober 1953 zog das NWDR-Fernsehen in das neue Studio in Hamburg-Lokstedt. Am Pfingstsonntag 1954 wurde erstmals ein Eurovisions-Beitrag übertragen. Die Zahl der angemeldeten Fernsehteilnehmer stieg von 3.000 im Sommer 1953 auf 40.000 im August 1954. Ab dem 1. November 1954 wurde das Programm von den damals existierenden Rundfunkanstalten gemeinsam für die ganze Bundesrepublik Deutschland produziert. Die Sender strahlten zum ersten Mal das Gemeinschaftsprogramm der ARD aus und wurden so zum „Deutschen Fernsehen“. Der später der ARD beigetretene Saarländische Rundfunk beteiligte sich ebenfalls am Gemeinschaftsprogramm. Eines der ersten Fernsehereignisse, die im gesamten Sendegebiet verfolgt werden konnten, war der Flug auf der Polarroute durch die SAS.
Erklärte Zielgruppe des Fernsehens waren von Anfang an auch die Menschen in der zu der Zeit noch als „Sowjetische Besatzungszone“ bezeichneten DDR. Von starken Sendeanlagen auf dem Ochsenkopf (Bayerischer Rundfunk, siehe auch Ochsenkopfantenne) oder im Harz (Sender Torfhaus des NDR) ausgestrahlt, konnte das „Westfernsehen“ auch jenseits des Eisernen Vorhanges empfangen werden.
Am 1. Oktober 1956 begann die tägliche Ausstrahlung der Tagesschau. Am 2. März 1959 wurde die Tagesschau zum ersten Mal durch einen Sprecher verlesen. Am 1. Juni 1961 startete die ARD ein zweites Fernsehprogramm. Dieses wurde bis zum Start des ZDF im Jahr 1963 betrieben. Am 4. September 1961 startete das Vormittagsprogramm der ARD; dieses zielte exklusiv auf die Menschen in der DDR. Seit 1966 wurde es gemeinsam mit dem ZDF betrieben. Am 25. August 1967, dem ersten Tag der 25. Internationalen Funkausstellung (IFA) in Berlin, startete das Farbfernsehen in Deutschland. Farbfernsehsendungen wurden mit einem speziellen bunten Trailer angekündigt. Am 2. Januar 1978 startete die Spätnachrichtensendung Tagesthemen. Seit 2. Januar 1981 wird das gemeinsame Vormittagsprogramm bundesweit ausgestrahlt.
Am 1. Oktober 1984 wurde das Programm zeitgleich mit der Einführung eines neuen Corporate Design (markantestes Merkmal das noch heute verwendete „1“-Logo statt des bisherigen stilisierten Auges) in Erstes Deutsches Fernsehen umbenannt, seit 1996 als offizielle Kurzform einfach nur Das Erste. Bis zu diesem Zeitpunkt war der Name des Senders Deutsches Fernsehen.
1989 startete das ARD-Mittagsmagazin. Ab dem 14. Dezember 1990 wurde das Programm auch über die ehemaligen Frequenzen des 1. DDR-Fernsehprogramms (DFF 1) ausgestrahlt. Nach der Gründung der beiden Rundfunkanstalten MDR und ORB auf dem Gebiet der ehemaligen DDR im Jahre 1992 traten diese beiden Sender ebenfalls der ARD bei und beteiligten sich am Gemeinschaftsprogramm, das seit der Fusion von SDR und SWF zum SWR (1998) bzw. ORB und SFB zum RBB (2003) nunmehr von neun Rundfunkanstalten gemeinsam getragen wird. 1993 begann man die Ausstrahlung des ARD-Morgenmagazins. Am 1. September 1995 wurde die sogenannte Nachtlücke geschlossen, seitdem sendet Das Erste rund um die Uhr.

### Ab 2000
Am 1. Januar 2000 startete der ARD-Text, nachdem das ZDF Ende 1999 aus dem gemeinsamen Teletext, dem „Videotext“, ausgestiegen war. Am 2. November 2000 ging die werktägliche Sendung „Börse im Ersten“ (heute Wirtschaft vor acht) an den Start. Am 27. September 2003 wurde das Erscheinungsbild des Ersten zusammen mit der ARD grundlegend überarbeitet. Der Sender erhielt ein neues Logo und ein neues Design. Die ARD-Eins erhielt einen Ring. Seit dem 20. Februar 2005 wird das Erste zentral aus dem ARD-Stern beim hr in Frankfurt am Main ausgestrahlt. Dort läuft das Glasfasernetz der ARD-Anstalten zusammen.
Am 30. November 2008 wurde das Erscheinungsbild überarbeitet. Das blaue und hellblaue Design mit Kreisen von 2003 wurde durch ein dunkelblaues Design, nun von hellblauen Linienstrukturen (wellenförmigen Guillochen) durchzogen und mit der Kontrastfarbe Weiß, ersetzt. Ergänzt wird der Auftritt durch einen dezent eingesetzten Platinfarbton. Die stilisierte Eins wird, mit einem Kreis umgeben, in allen Programmen und Sendungen als eingetragene Handelsmarke, ähnlich ®, eingesetzt. Die Hausschriften sind die Mitglieder der Thesis-Familie, TheSans für Zeitangaben und TheSerif für den Titel der Sendung. Die Besonderheiten des Designs sind, dass eine Programmvorschau im Vollbild gezeigt und nicht durch grafische Elemente des Senders überlagert wird. Außerdem wird der Titel der Sendung nicht mehr eingeblendet, wenn im Vorschaubild das Sendungslogo (etwa in einer Studiosituation) bereits zu sehen ist. Dadurch soll die Glaubwürdigkeit des Senders erhöht und die Wiedererkennbarkeit der einzelnen Marken gesteigert werden. Das Design ist eine Entwicklung der Agentur DMC Group.
Am 12. Februar 2010 ging die HD-Version mit der Kennung Das Erste HD in den Regelbetrieb über.
Seit dem 28. Februar 2015 sendet Das Erste mit einem neuen Logo und einem neuen On-Air-Design. Als Grundfarbe wird dabei ein dunkler Blauton verwendet, der von drei Kontrastfarben ergänzt wird: Ozean (Türkis), Limone (Grüngelb), Himbeere (Himbeerrot). Die ARD charakterisiert ihr „Corporate Blau“ als traditionellen und zeitlosen Farbton, der Ruhe, Kraft und frische Klarheit ausdrücken soll. Das neue Logo stellt die Eins in den Mittelpunkt, indem diese innerhalb eines weißen Kreises ausgestanzt ist. Des Weiteren ist das Design an die Touchbedienung angelehnt und 3D-Effekte sowie Schattierungen wurden gänzlich entfernt. Außerdem wird nun eine serifenlose Schriftart verwendet. Die ARD selbst spricht von einem „einladenden Touchbutton“, der die Zuschauer ins Programm locken soll. Das Design soll dadurch wie Apps und mobile Webseiten dynamisch wirken. Zusätzlich wurden alle Sounds neu produziert und sind nun elektronischer.
Ende November 2015 wurde das Design des Senders erneut aktualisiert.

## Senderlogos

### Aktuell
Logos seit dem 28. Februar 2015:

Senderlogo
Cornerlogo

### Historisch

Logo bis 1954
Logo von 1954 bis 1970
Logo von 1970 bis 1984
Logo von 1984 bis 1996
Logo von 1996 bis 2003
Logo von 2003 bis 2015
Cornerlogo von 2003 bis 2015
HD-Cornerlogo von 2010 bis 2015
Alternatives HD-Cornerlogo von 2010 bis 2015
HD-Cornerlogo von 28. Februar bis 20. Mai 2015
Alternatives HD-Cornerlogo von 28. Februar bis 20. Mai 2015
HD-Cornerlogo vom 21. Mai 2015 bis 31. März 2025

Aufgrund der Abschaltung der SD-Sender wurde der Logozusatz „HD“ am 1. April 2025 abgeschafft.

## Technische Durchführung
Das Programm des Ersten wird technisch im Sendezentrum der ARD im ARD-Stern in Frankfurt am Main (auf dem Gelände des Hessischen Rundfunks) zusammengeführt. Über das eigene Glasfasernetz HYBNET werden diese Signale an die einzelnen Rundfunkanstalten verteilt.
Seit Februar 2005 wird Das Erste von der Zentralen Sendeabwicklung (ZSAW) im ARD-Sendezentrum aus gespielt. Bis dahin hatte (in den allermeisten Fällen) jeweils die ARD-Anstalt, die eine Sendung ins Gemeinschaftsprogramm einbrachte (ob live oder aufgezeichnet), eine Leitung zum ARD-Stern geschaltet, von wo aus das Signal an alle anderen ARD-Sender zur terrestrischen Verteilung weitergegeben wurde. Mit der Inbetriebnahme der ZSAW wurden erstmals alle Sendungen, die nicht live sind (Filme, Soaps, Dokumentationen etc.) direkt von den Servern in Frankfurt abgespielt. Da jeder ARD-Sender weiterhin im Vorabendprogramm regionale Werbung ausstrahlen können soll, ist das System auf die gleichzeitige Ausstrahlung von bis zu neun Programmen (entsprechend den neun Werbefenstern) ausgelegt. Via Satellit, über DVB-C und IPTV sowie im Ausland wird nur das Regionalfenster des BR abgestrahlt. Die Uplink-Antenne für die Astra-Ausstrahlung befindet sich in direkter Nähe zum ARD-Stern ebenfalls auf dem Gelände des hr.

## Verbreitung

### Terrestrisch
Im digitalen Fernsehstandard DVB-T wurde Das Erste in Deutschland in zehn verschiedenen Bouquets über 157 Sendestandorte verbreitet, darunter auch zwei grenznahe österreichische Standorte. Auch in Italien (Südtirol, Rundfunk-Anstalt Südtirol), der Schweiz (Graubünden, Tele Raetia) und in Dänemark wird Das Erste im DVB-T-Standard verbreitet. Im Jahr 2019 wurde DVB-T in Deutschland abgeschaltet.
Das Erste sendet seit dem 1. Mai 2016 über die DVB-T2 HD-Plattform sein Programm in Full-HD-Auflösung, das Bild wurde jedoch anfangs nur von dem internen 720p-Signal hochskaliert. Stand 2022 werden im Ersten viele Sendungen ohne eine Hochskalierung von nativen 1080p50 HD-Quellen gesendet.

#### Geschichte
Bis 1990 wurde Das Erste nur in der alten Bundesrepublik verbreitet. Darüber hinaus war das Programm aber auch in großen Teilen in der DDR zu empfangen, da absichtlich starke Sendeanlagen in Grenznähe aufgestellt wurden. Dazu wurden bei den Grundnetzsendern überwiegend Sendeanlagen der ARD genutzt – im Gegensatz zum ZDF und den dritten Programmen, zu deren Verbreitung fast ausschließlich Sendeanlagen der Deutschen Bundespost genutzt wurden, eine Folge des 1. Rundfunk-Urteils. Am 15. Dezember 1990 übernahm Das Erste die Sendekette des ersten Programms des Deutschen Fernsehfunks, welches über Sendeanlagen der Deutschen Post der DDR verbreitet wurde. Die DDR-Sendeanlagen wurden wenig später von der Deutschen Bundespost übernommen und organisatorisch mit den westdeutschen Sendeanlagen der Bundespost zusammengeführt. Die Sendeanlagen der Bundespost wurden 1995 von dieser zur Deutschen Telekom ausgegliedert, und von dieser wiederum zu T-Systems.
Zwischen 2002 und 2008 wurden die Sendeanlagen in Deutschland sukzessive vom analogen PAL-Standard auf den digitalen Standard DVB-T umgestellt. Im Zuge der Umstellung wurden zahlreiche Füllsender für Das Erste ersatzlos abgeschaltet, weswegen Das Erste heute nicht mehr flächendeckend terrestrisch zu empfangen ist.

### Kabel
Das Erste wird deutschlandweit digital in DVB-C verbreitet. Der analoge Kabelempfang wurde 2019 eingestellt.
Das Erste ist außerdem in zahlreichen europäischen Kabelnetzen vertreten.

### Satellit
Über Satellit europaweit empfangbar ist Das Erste seit der IFA 1993. Die digitale Satellitenverbreitung (DVB-S) begann im Jahre 1997. Genutzt wird derzeit der Satellit Astra 1 (19,2° Ost).
In der Nacht zum 30. April 2012 wurde die analoge Verbreitung per Satellit eingestellt.
Die Verbreitung über Hot Bird 8 (13° Ost) wurde am 8. Juni 2010 vorerst eingestellt, um Kosten zu sparen.
Am 22. Dezember 2010 wurde die Verbreitung über Hotbird von Eutelsat aus eigenen Kosten befristet bis Mitte Januar wiederaufgenommen, um in einer Solidaritätsaktion die Soldaten der Bundeswehr in Afghanistan wieder mit dem Ersten zu versorgen. Am 1. April 2011 wurde die Verbreitung über Hotbird zunächst wieder eingestellt, aber bereits am 6. April dauerhaft wieder aufgenommen. Von der Verbreitung über Hotbird profitierten neben den Soldaten in Afghanistan auch zahlreiche Urlauber, Hotels, Diplomaten, Beschäftigte im Ausland sowie die eigenen Korrespondenten der ARD, die außerhalb der Astra-Ausleuchtzone liegen, vor allem im Gebiet des Nahen Ostens, Zyperns und der Türkei.
Am 31. März 2017 wurde die Satellitenverbreitung des Ersten über Hot Bird 13° Ost endgültig eingestellt.
Zwar hatte man in Aussicht gestellt, die Verbreitung des Ersten in SD-Qualität voraussichtlich am 12. Januar 2021 einzustellen, das war damals jedoch nicht passiert. Dies ist nun endgültig zum 7. Januar 2025 geschehen.

### IPTV
Das Erste ist in Deutschland über die gängigen IPTV-Anbieter (u. a. Telekom MagentaTV, Vodafone TV, 1&1) zu empfangen.
Seit dem 1. April 2008 sind sämtliche TV-Programme der ARD über die Internet-Streaming-Plattformen waipu.tv und Zattoo zu empfangen. Mit Beginn im Januar 2013 wird das Programm der ARD über die Online-Mediathek live bereitgestellt. Zuvor wurden ausschließlich einzelne Sendungen übertragen. Ausgenommen vom Livestream sind solche Inhalte, für welche die ARD keine entsprechenden Übertragungsrechte besitzt. Außerdem ist das Angebot nicht in hoher Auflösung (HD-TV) verfügbar.
Zudem kann man sich einen großen Teil der Sendungen des Ersten in der ARD Mediathek online ansehen. Auch die bis August 2019 separate Das Erste Mediathek ist dort als Channel integriert.

### Internet
Das Erste ist im Internet seit dem 6. Januar 2013 als Livestream verfügbar. Der Stream wird als HTTP-Stream (HLS) bereitgestellt, welcher über einen Player innerhalb des Webangebotes im Browser abgespielt werden kann oder alternativ über Player-Programme wie VLC media player oder Apps sowie Geräte, welche die Wiedergabe von HLS-Streams unterstützen.
| Streamadresse | Auflösung   | Codec | Webplayer        |
| ------------- | ----------- | ----- | ---------------- |
| Das Erste HLS | 1920 × 1080 | H.264 | live.daserste.de |

### HbbTV
Seit dem 23. August 2010 können über die rote Taste der Fernbedienung zahlreiche digitale Angebote des Ersten auf dem Fernseh-Bildschirm genutzt werden. HbbTV ermöglicht es, Inhalte zusätzlich zum klassischen, linearen Fernsehen unabhängig von festen Sendezeiten abzurufen. Dazu zählen Video-On-Demand- und programmbegleitende Angebote über die „Das Erste Mediathek“-, die „Tatort“- oder die „Check Eins“-Applikation.
Die Videos in der Mediathek zu den Krimis und Filmen im Ersten, zu Serien, Dokumentationen, Magazinen und Kinderangeboten, werden in hoher Qualität als Videostream angeboten. Sie lassen sich über Kategorien, Kalender oder über ein A–Z mit der Fernbedienung auswählen.
„Hybrid Broadcast Broadband TV“ – kurz: HbbTV – ist seit Juni 2010 offizieller europäischer Fernsehstandard und vereint die Vorzüge von Fernsehen und Internet. Um das Angebot zu nutzen, wird ein HbbTV-fähiges TV-Gerät (SmartTV) oder ein externer Decoder sowie eine Internetverbindung, am besten mit einer hohen Datenrate (beispielsweise DSL), benötigt. Der Service ist unverschlüsselt und kostenfrei.

## Programm

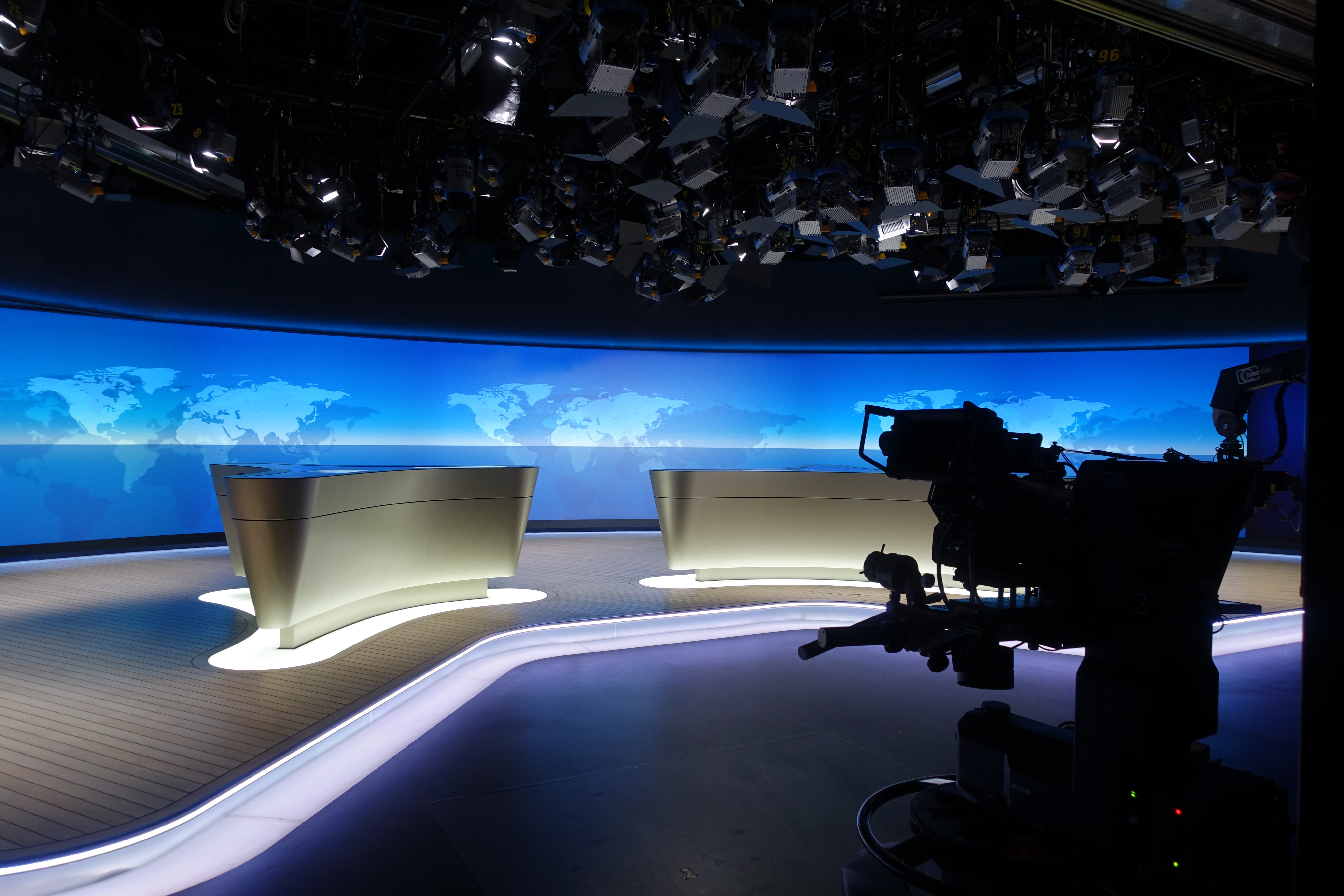
Das Sendestudio von Tagesthemen und Tagesschau seit 2014

Mehrmals über den Tag verteilt zeigt das Erste die Nachrichtensendung Tagesschau; die wichtigste Ausgabe stellt dabei die 20-Uhr-Ausgabe dar. Am späten Abend wird das Nachrichtenmagazin Tagesthemen ausgestrahlt. Bei aktuellen Anlässen sendet das Erste seine Spezialsendungen Brennpunkt oder ein ARD Extra (nach der Hauptausgabe der Tagesschau), Tagesschau Extra bzw. Tagesthemen Extra.
An Werktagen zeigt der Sender morgens und mittags die Sendungen Morgenmagazin und Mittagsmagazin, welche abwechselnd von ARD und ZDF produziert werden. Anschließend werden vormittags ältere Folgen von Serien wie WaPo Bodensee, WaPo Berlin und Großstadtrevier sowie Wiederholungen der Quizshows Gefragt – Gejagt oder Wer weiß denn sowas? gezeigt, je nachdem welche Quizshow aktuell am Vorabend ausgestrahlt wird. Am Nachmittag folgen die Serien Rote Rosen und Sturm der Liebe sowie anschließend nach einer weiteren Ausgabe der Tagesschau Dokusoaps oder weitere ältere Folgen von Serien. Nach der Tagesschau-Ausgabe um 17 Uhr wird das Boulevardmagazin Brisant gesendet.
Am Vorabend werden um 18 Uhr staffelweise abwechselnd die Quizsendungen Wer weiß denn sowas? oder Gefragt – Gejagt gezeigt. Am Freitag wird ab 18:50 Uhr mit dem Quizduell-Olymp eine weitere Quizshow ausgestrahlt. Montags bis Donnerstags werden ab 18:50 Uhr Serien wie Großstadtrevier, Morden im Norden und In aller Freundschaft – Die jungen Ärzte gesendet. Montags bis freitags folgt im Anschluss Wissen vor acht, an Bundesliga-Freitagen Sportschau vor acht. Kurz vor der Hauptausgabe der Tagesschau um 20 Uhr kommen das Wetter vor acht und die Wirtschaft vor acht.
Am Wochenende und an Feiertagen wird morgens und am frühen Vormittag, an Feiertagen auch länger, das Kinderprogramm unter der Marke ARD Kinder und Familie, bis April 2025 unter dem Titel Check Eins bekannt, gesendet. Um 18 Uhr wird die Sportschau ausgestrahlt (samstags regelmäßig bis kurz vor 20 Uhr); sonntags wird die Politsendung Bericht aus Berlin (18 Uhr) gezeigt, gefolgt vom Magazin Weltspiegel (18:30 Uhr) und der Sportschau (19:15 Uhr). Sonntagabends sendet das Erste einen Kriminalfilm (Tatort / Polizeiruf 110), danach folgt in der Regel die politische Talkshow Caren Miosga.
Weitere Polittalks sind montags Hart aber fair (21 Uhr) sowie dienstags und mittwochs Maischberger (nach den Tagesthemen, meistens ab 22:50 Uhr).
Dienstags und donnerstags laufen um 21:45 Uhr die Politischen Magazine. Abwechselnd werden am Dienstagabend FAKT, Report Mainz sowie Report München und am Donnerstagabend Kontraste, Monitor und Panorama gezeigt. Am Mittwoch um 21:45 Uhr sendet das Erste das Wirtschaftsmagazin plusminus.
Montags startet Das Erste die Primetime mit einer Dokumentation und am Dienstag mit Familienserien. Mittwochs, donnerstags und freitags werden Spielfilme zur Hauptsendezeit ausgestrahlt. Am Mittwoch unter dem Namen FilMittwoch, am Donnerstag unter Donnerstags-Krimi und am Freitag unter Endlich Freitag im Ersten. Im Sommer laufen am Montag und Dienstag Spielfilme unter dem Konzept ARD SommerKino.

## Werbung
Werbung darf werktags grundsätzlich zwischen 14 und 20 Uhr gesendet werden. An Sonn- und bundesweit gesetzlichen Feiertagen darf keine Werbung gezeigt werden. Diese Werbezeitbeschränkung wird jedoch durch die Einführung von werbelastigen Gewinnspielen in Sendungen wie Fußballübertragungen nach 20 Uhr aufgeweicht. Von Kritikern wird diese Praxis als Schleichwerbung bezeichnet. Darüber hinaus werden Sendungen nach 20 Uhr in der ARD oftmals von bestimmten Werbeträgern präsentiert (sogenanntes Sponsoring). Für viele Zuschauer der öffentlich-rechtlichen Fernsehanstalten stellt sich daher die Frage, inwiefern der strikte Kurs einer Gebühreneintreibung durch den Beitragsservice von ARD, ZDF und Deutschlandradio noch mit der schrittweise fortschreitenden Umgehung des Werbeverbotes zu rechtfertigen sei. Fritz Pleitgen, damals WDR-Intendant, trat nach dem ARD-Schleichwerbungsskandal für eine Abschaffung des Sponsorings von Nichtsportsendungen nach 20 Uhr ein, da es sich beim Sponsoring seiner Ansicht nach schlicht um Werbung handele.
Die Werbepausen dauern rund eine bis drei Minuten. Teilweise kommt es vor, dass die Werbung eine Sendung unterbricht. Insgesamt darf im Schnitt pro Werktag nicht mehr als 20 Minuten Werbung gesendet werden.

## ARD-Programmbeirat
Der ARD-Programmbeirat hat sich 1956 gegründet und ist Teil des Kontrollsystems der ARD. Er berät die ARD-Direktion und die Videoprogrammkonferenz in allen Programm- und Programmstrukturfragen. Seine Aufgabe ist die Programmbeobachtung und Beratung durch Anregungen und Empfehlungen zur Weiterentwicklung des Programms. Das Beratungsgremium setzt sich aus je einem entsandten Vertreter jeder angehörigen Rundfunkanstalt zusammen. Die Mitglieder treffen sich zehnmal pro Jahr.
In der Ukraine-Krise 2014 rügte der Programmbeirat Teile der Berichterstattung vom Dezember 2013 bis Mai 2014. Der neunköpfige ARD-Programmbeirat wirft in seiner Stellungnahme, aus der das Onlinemagazin Telepolis.de zitiert, den ARD-Redaktionen vor, dass wichtige und wesentliche Aspekte des Ukraine-Konflikts „nicht oder nur unzureichend beleuchtet“ worden seien. Insgesamt habe sich die Berichterstattung „nicht ausreichend differenziert“ gezeigt. Die Inhalte hätten teilweise den „Eindruck der Voreingenommenheit erweckt“ und seien „tendenziell gegen Russland und die russischen Positionen“ gerichtet.
Nach Darstellung des Moskau-Korrespondenten des Spiegel seien „Form und Schärfe der Kritik … ohne Beispiel in der Geschichte der ARD“. Allerdings relativierte Benjamin Bidder die Darstellung des von Malte Daniljuk auf telepolis lancierten Resümees: Das vollständige Sitzungsprotokoll sei „deutlich abwägender formuliert.“
Der Chefredakteur der ARD, Thomas Baumann, wies die Kritik des Programmbeirats „energisch“ zurück. Der Vorsitzende Paul Siebertz erklärte dazu, sein Beirat arbeite „stets mit großer Sorgfalt“.